# Lipnjaki
Lipnjaki (russisch Липняки, deutsch Trausen) ist ein Ort in der russischen Oblast Kaliningrad (Gebiet Königsberg (Preußen)). Er liegt im Rajon Prawdinsk (Kreis Friedland (Ostpr.)) und gehört zur Gorodskoje posselenije Schelesnodoroschnoje (Stadtgemeinde Schelesnodoroschny (Gerdauen)).

## Geographische Lage
Lipnjaki liegt fünf Kilometer nordwestlich der früheren Kreisstadt Schelesnodoroschny (Gerdauen) an einer Nebenstraße (Teilabschnitt der ehemaligen deutschen Reichsstraße 141), die Schelesnodoroschny mit Druschba (Allenburg) verbindet. Innerorts mündet eine von Perewalowo (Muldszen, 1936–1938 Muldschen, 1938–1945 Mulden) kommende und über Nowo-Bijskoje (Friedrichswalde) führende Straße ein. Eine Bahnanbindung besteht nicht.

## Geschichte
Im Jahre 1874 war der früher Trausen genannte Ort eine der kommunalen Einheiten, die den neu errichteten Amtsbezirk Schloss Gerdauen bildeten. Dieser gehörte zum Landkreis Gerdauen im Regierungsbezirk Königsberg der preußischen Provinz Ostpreußen. 1910 lebten in Trausen 198 Einwohner.
Im Jahre 1930 wurde Trausen in den Amtsbezirk Adamswalde (russisch: Nowo-Galitscheski) eingegliedert, um aber dann noch in demselben Jahr selber Sitz und namensgebender Ort des Amtsbezirks Trausen zu werden. In diesem Jahr gehörten fünf Landgemeinden dazu und blieben es bis 1945: Adamswalde (Nowo-Galitscheski), Friedrichswalde (Nowo-Bijskoje), Grünheim (Kostromino), Peißnick (Cholmogorje) und Trausen (Lipnjaki).
Die Einwohnerzahl Trausens im Jahr 1933 belief sich auf 282 und betrug 1939 noch 258.
1945 kam Trausen mit dem nördlichen Ostpreußen zur Sowjetunion. Im Jahre 1947 erhielt es den russischen Namen „Lipnjaki“ und war danach bis 2009 innerhalb der seit 1991/92 russischen Oblast Kaliningrad in den Wischnjowski sowjet (Dorfsowjet Wischnjowoje (Altendorf)) eingegliedert. Seither ist Lipnjaki aufgrund einer Struktur- und Verwaltungsreform eine als „Siedlung“ (russisch: possjolok) eingestufte Ortschaft innerhalb der Gorodskoje posselenije Schelesnodoroschnoje (Stadtgemeinde Schelesnodoroschny (Gerdauen)) im Rajon Prawdinsk.

## Kirche
Mit seiner fast ausnahmslos evangelischen Bevölkerung war Trausen bis 1945 in das Kirchspiel Gerdauen (russisch: Schelesnodoroschny) im gleichnamigen Kirchenkreis innerhalb der Kirchenprovinz Ostpreußen der Kirche der Altpreußischen Union eingepfarrt.
Heute liegt Lipnjaki im Einzugsbereich der in den 1990er Jahren neu gebildeten Auferstehungskirchengemeinde in Kaliningrad (Königsberg (Preußen)) innerhalb der Propstei Kaliningrad der Evangelisch-Lutherischen Kirche Europäisches Russland (ELKER).